# Porte de Hal (stație de metrou din Bruxelles)
fr  Port de Hal / nl  Hallepoort este o stație de metrou și premetrou situată sub centura mică a orașului Bruxelles, în apropierea străzii Blaes și nu departe de piața Place du Jeu de balle / Vossenplein. Stația este poziționată la limita administrativă a comunelor Bruxelles și Saint-Gilles. Din 2 octombrie 1988, stația este traversată de linia Nord-Sud a premetroului din Bruxelles, iar din 3 decembrie 1993, de liniile 2 și 6 ale metroului din Bruxelles. Stația este denumită după Port de Hal / Hallepoort, o veche poartă a orașului, care se găsește în apropiere. Una din gurile de metrou dă în Parcul Port de Hal / Hallepoort.

## Istoric
Port de Hal / Hallepoort a fost deschisă pe 2 octombrie 1988 ca stație a axei Nord-Sud a premetroului din Bruxelles, iar din 4 decembrie 1988 ca stație de metrou pentru liniile 2 și 6.
Prin stația de premetrou, situată la un nivel diferit față de cea de premetrou, trec tramvaiele liniilor 3 și 4 și 51. 

## Caracteristici
Stația de metrou și cea de premetrou urmează stilul obișnuit al metroului din Bruxelles, cu liniile în centru și peroanele dispuse de o parte și de alta a lor. Metroul și premetroul sunt construite pe două niveluri: liniile de premetrou 3, 4 și 51 sunt situate la nivelul -1, iar liniile de metrou la nivelul -2. Într-unul din spațiile de legătură dintre cele două niveluri, desenatorul François Schuiten a realizat o lucrare numită „Le Passage inconnu”. În pereți sunt încastrate machete de clădiri și componente provenind de la modele vechi de tramvaie, sugerând o legătură între prezent și viitor. Deasupra peroanelor liniei 2 sunt dispuse 12 panouri în culori diferite, parte a unei picturi abstracte a artistului Raoul De Keyser.
La suprafață, în apropierea stației Port de Hal / Hallepoort opresc și autobuzele operate de MIVB-STIB, De Lijn și TEC.

## Legături

### Linii de metrou ale STIB
- 2 Simonis - Elisabeth
- 6 Roi Baudouin / Koning Boudewijn - Elisabeth

### Linii de tramvai ale STIB în premetrou
- 3 Churchill - Esplanade
- 4 Parking Stalle - Gara de Nord
- 51 Van Haelen - Stade / Stadion

### Linii de autobuz ale STIB
- 27 Andromède / Andromeda - Gara de Sud
- 48 Decroly - Piața Mare

### Linii de autobuz STIBNoctis
- N12 Parking Stalle - Gara Centrală

### Linii de autobuz aleDe Lijn
- 136 Groot-Bijgaarden (Gossetlaan) - Alsemberg
- 137 Dilbeek Stelplaats - Alsemberg

### Linii de autobuz aleTEC
- 365a  Gare du Midi - Charleroi
- W Gare du Midi - Braine l'Alleud (via Waterloo)

## Locuri importante în vecinătatea stației
- Port de Hal / Hallepoort;
- Place du Jeu de balle / Vossenplein;
- Spitalul Saint-Pierre;
- Institutul Jules Bordet;

## Galerie de imagini

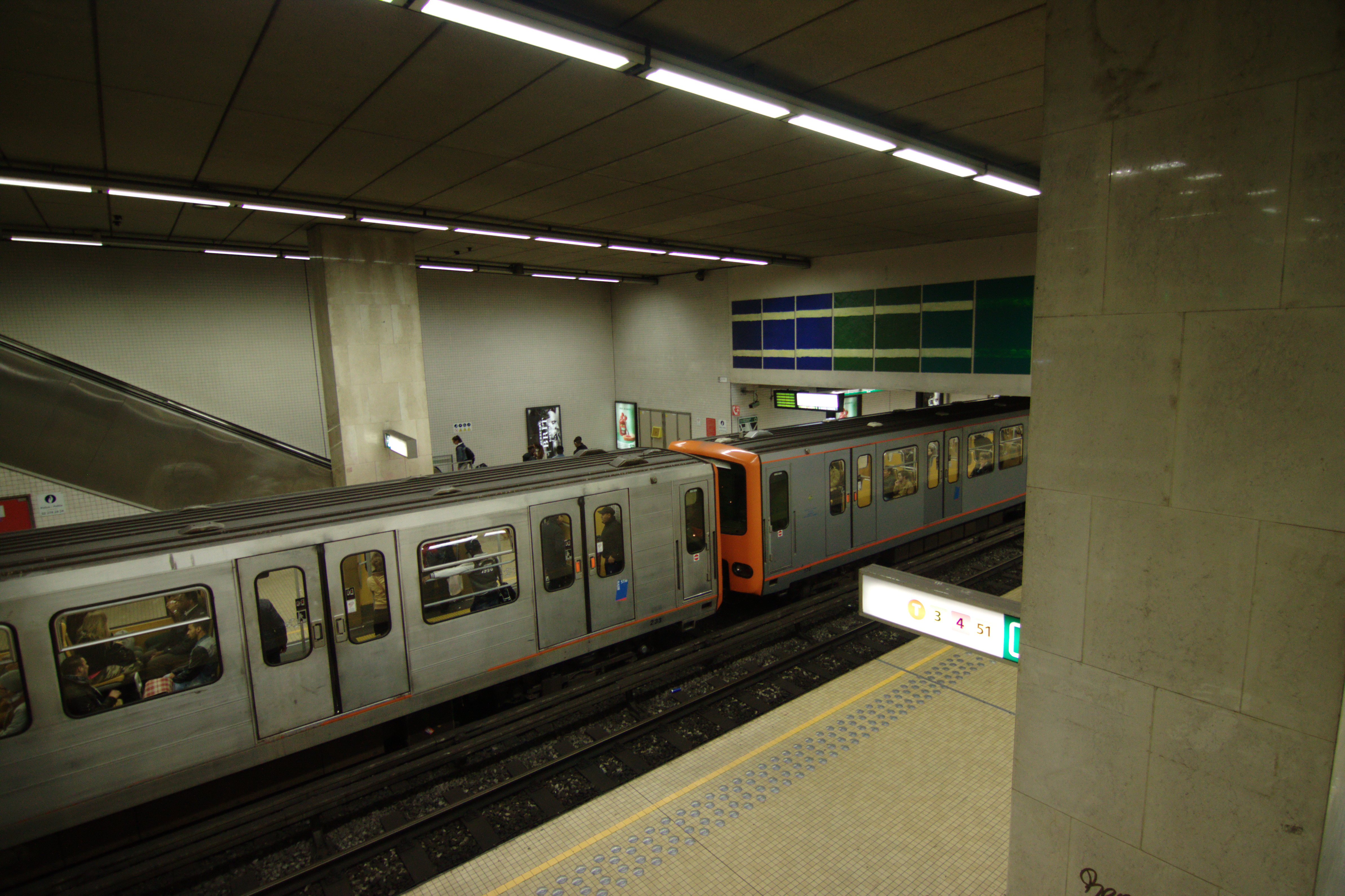
Stația de metrou Porte de Hal / Hallepoort (Sursă: Aktron).
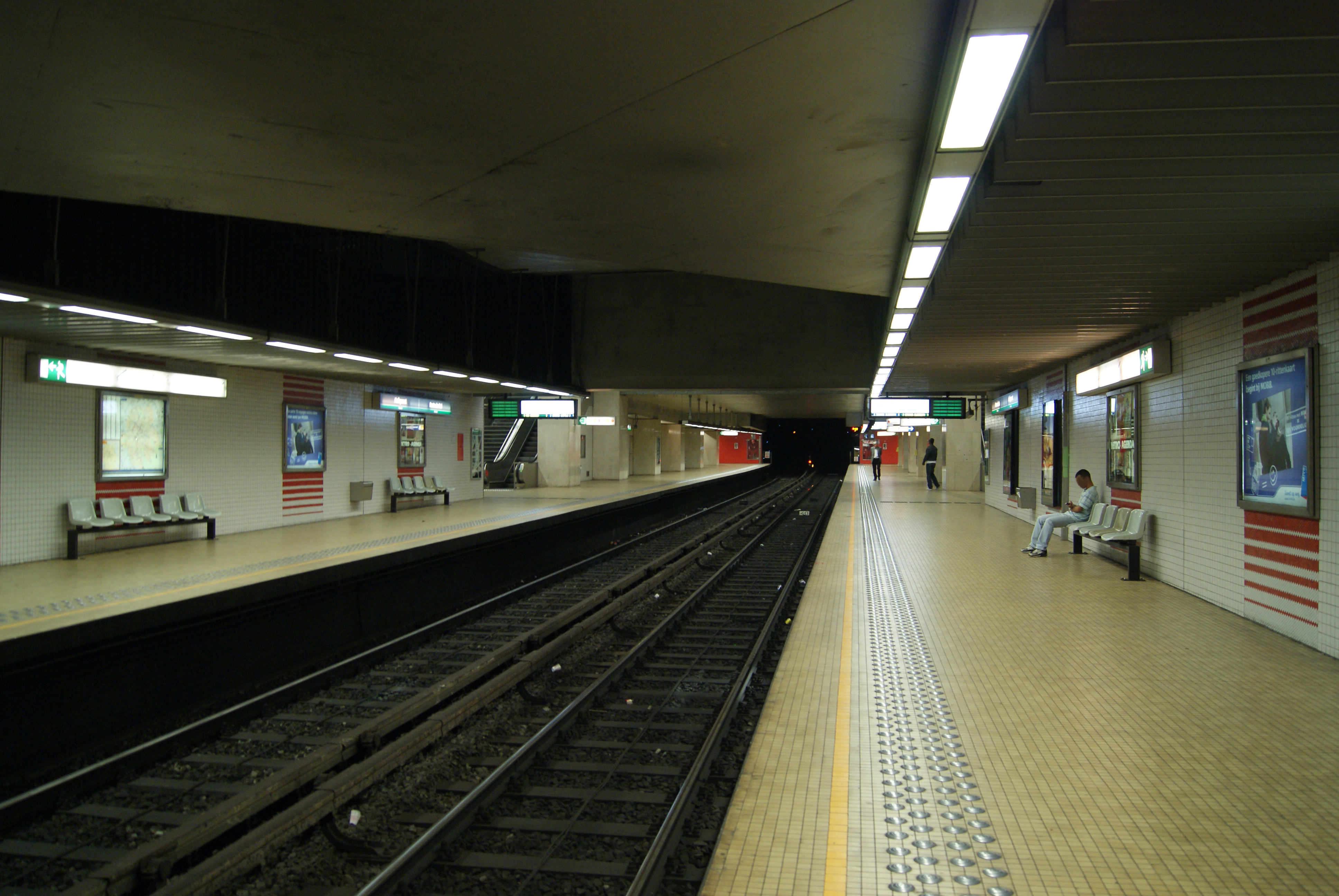
Stația de metrou Porte de Hal / Hallepoort a liniei 2.
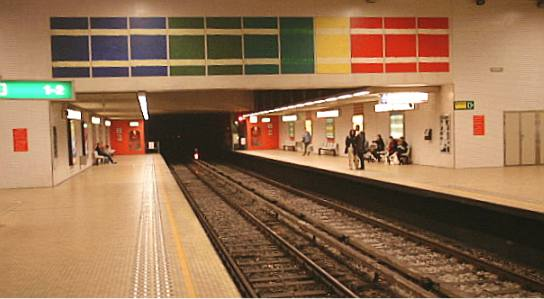
Stația de metrou Porte de Hal / Hallepoort.
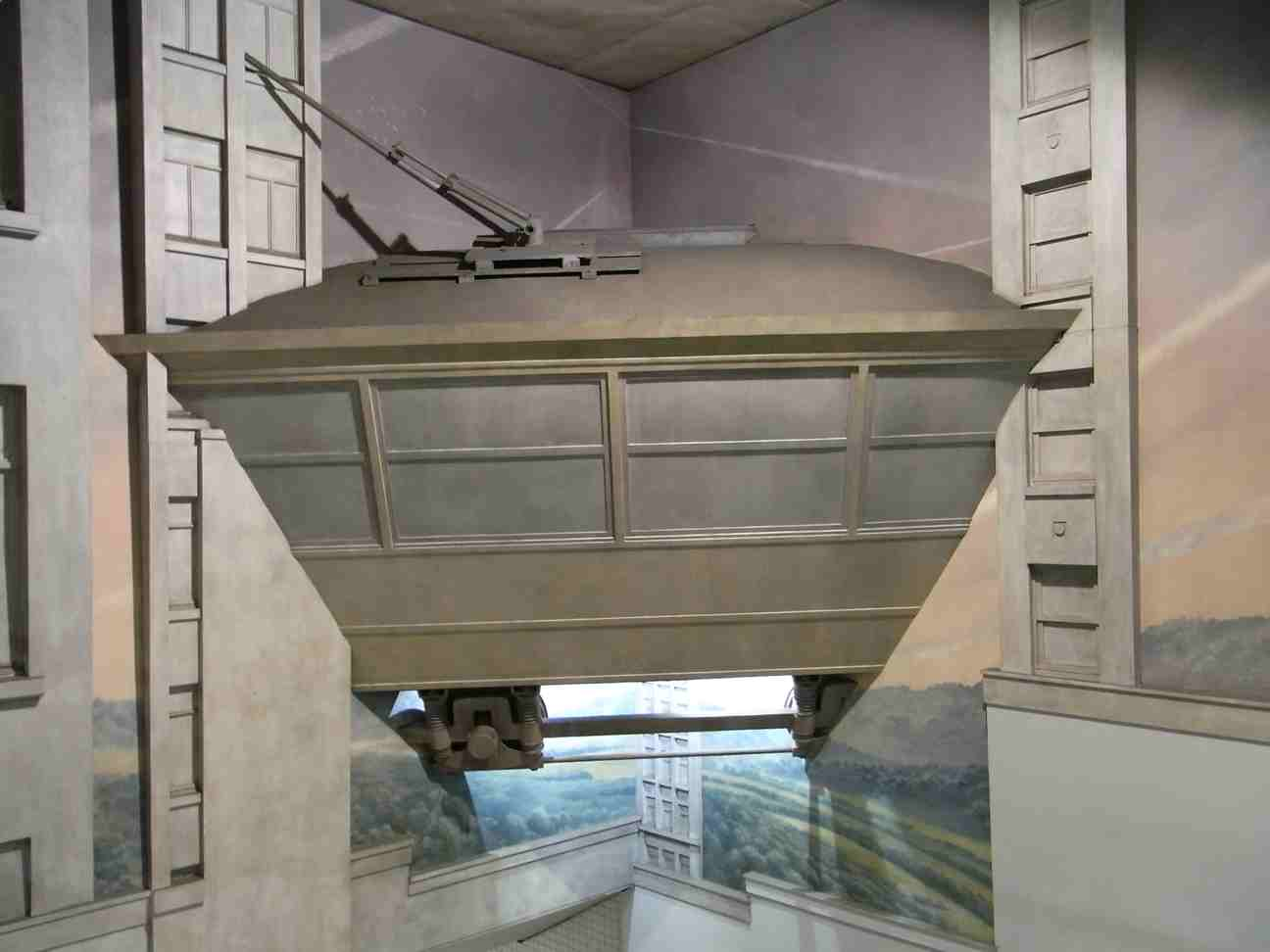
„Le Passage inconnu” de François Schuiten în stația Porte de Hal / Hallepoort.
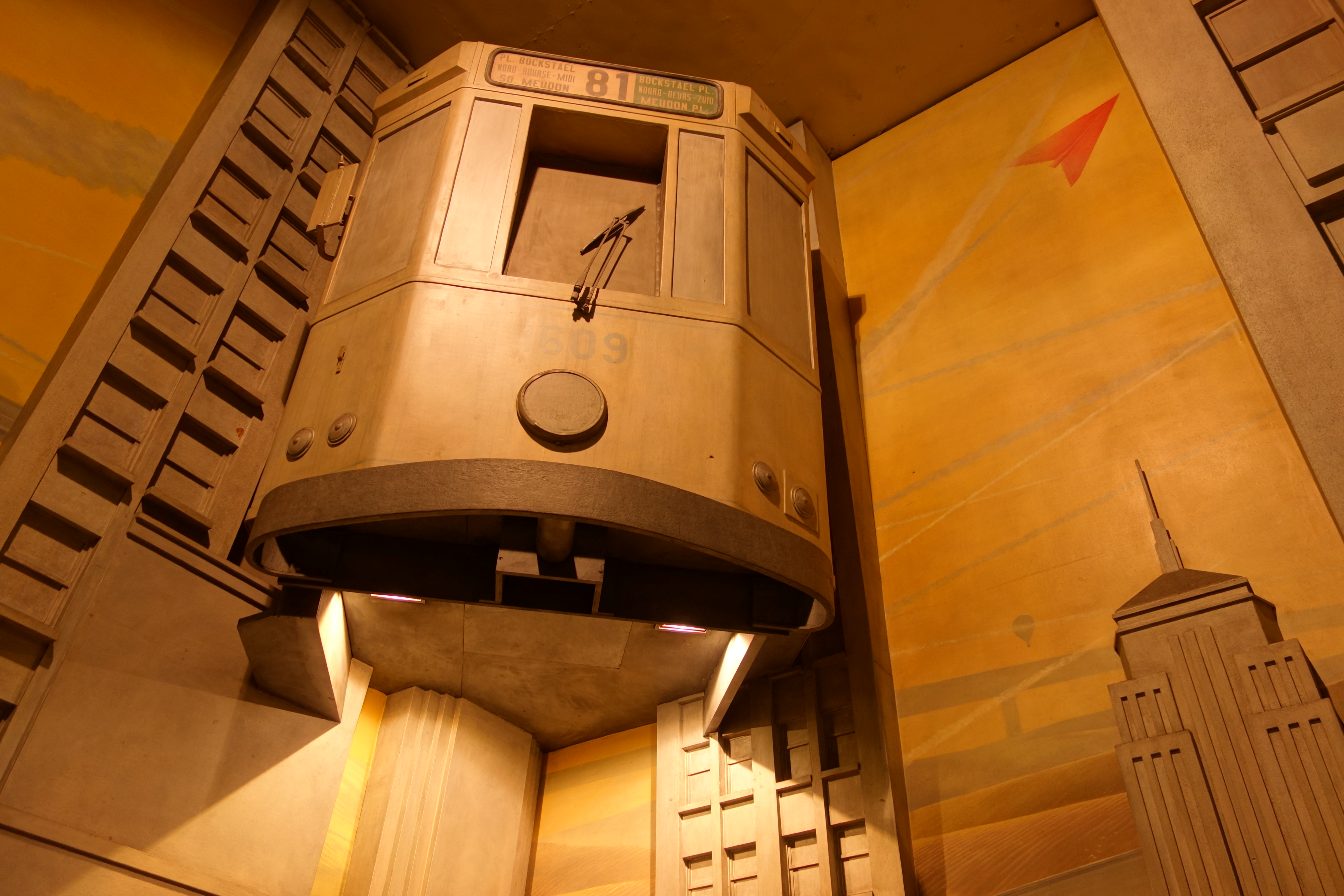
„Le Passage inconnu” de François Schuiten în stația Porte de Hal / Hallepoort.
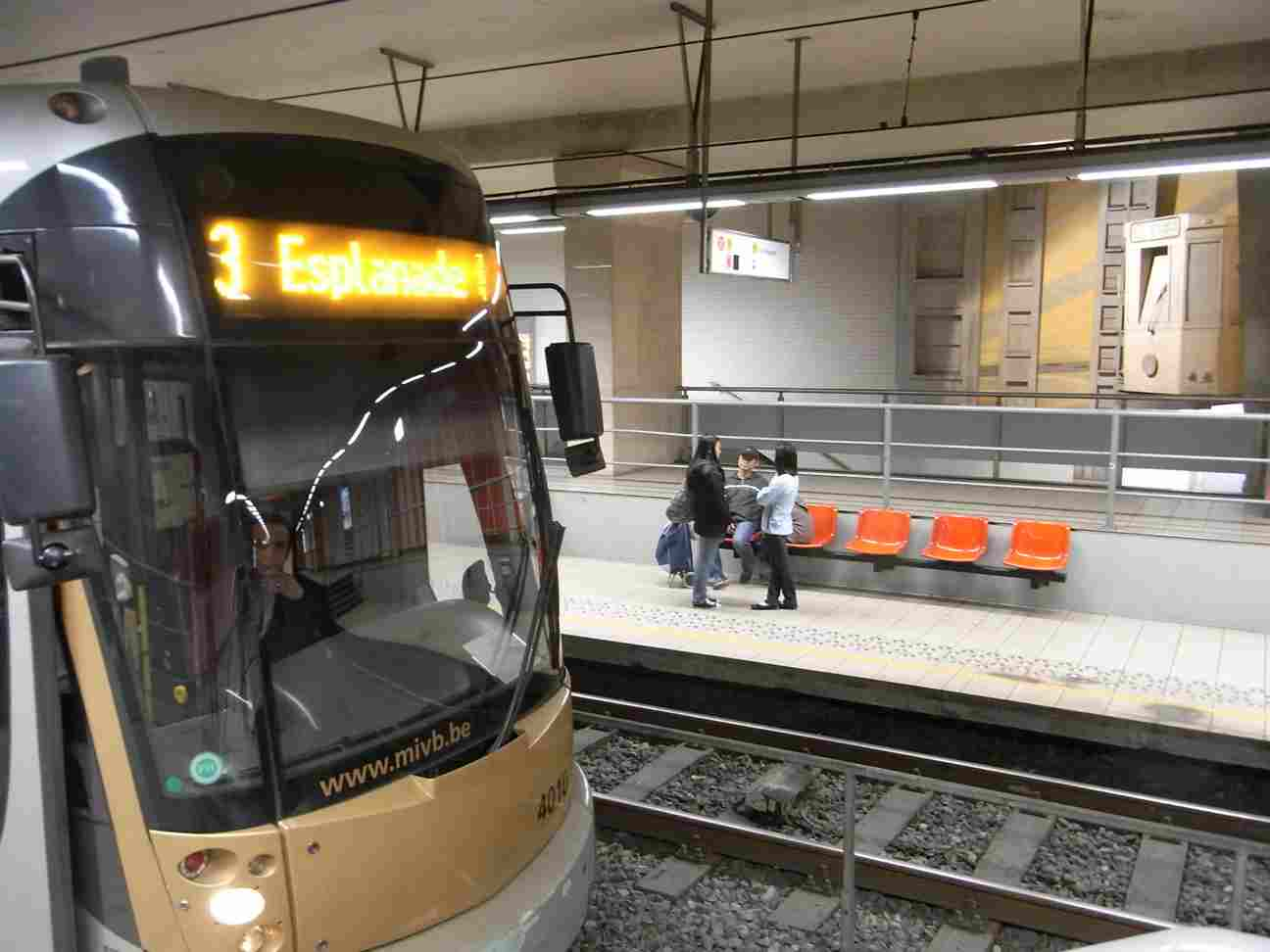
Tramvai al liniei 3 în stația de premetrou Porte de Hal / Hallepoort.
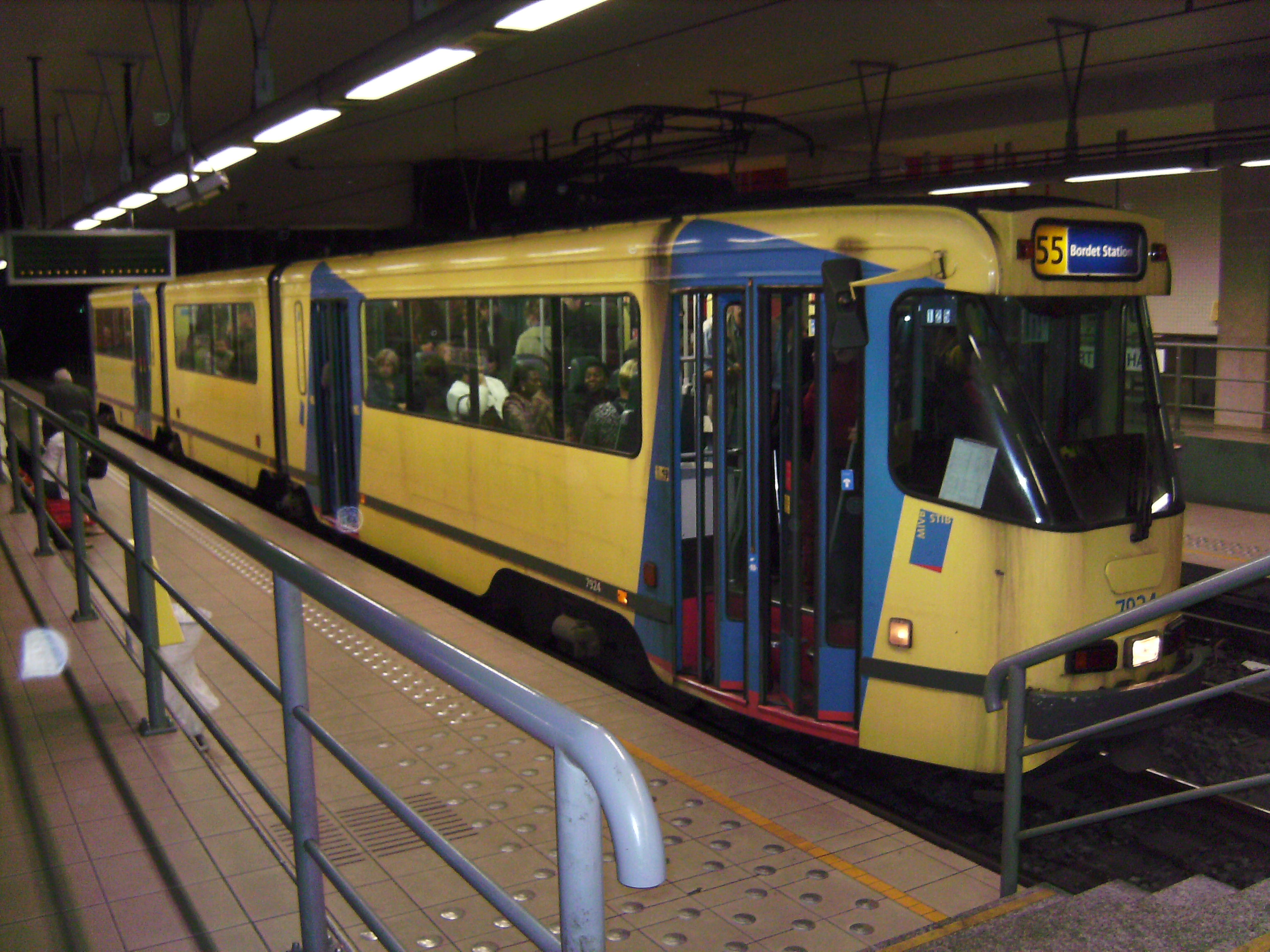
Tramvai al liniei 55 în stația de premetrou Porte de Hal / Hallepoort.